# Regione del Volga
La regione del Volga (in russo: Поволжье) è una regione storica della Russia comprendente il bacino idrografico del Volga.
Situata nella Russia europea centro-meridionale, è suddivisa in tre aree principali:
- la regione dell'Alto Volga, che si estende dalla sorgente del fiume, nell'oblast' di Tver', fino all'affluenza col fiume Oka, in corrispondenza di Nižnij Novgorod;
- la regione del Medio Volga, che giunge fino al fiume Kama, nei pressi di Kazan';
- la regione del Basso Volga, che arriva alla foce del Volga, nel mar Caspio, nell'oblast' di Astrachan'.

Sulla regione si estendono il circondario federale del Volga e la regione economica del Volga.